# Синьхэ
Синьхэ́ (кит. упр. 新河, пиньинь Xīnhé) — уезд городского округа Синтай провинции Хэбэй (КНР). Уезд назван по посёлку Синьхэ; название посёлка означает «Новая река» (связано с рекой Чжанхэ, которая за свою историю неоднократно меняла русло).

## История
При империи Западная Хань в 196 году до н. э. был создан уезд Танъян (堂阳县). При империи Поздняя Цзинь уезд Танъян был переименован в Пуцзэ (蒲泽县), но при империи Поздняя Хань ему было возвращено название Танъян.
При империи Сун в 1052 году из уезда Наньгун был выделен уезд Синьхэ, а уезд Танъян был присоединён к уезду Синьхэ; сам уезд Наньгун был при этом расформирован. В 1073 году уезд Наньгун был воссоздан, а уезд Синьхэ присоединён к уезду Наньгун.
При империи Юань в 1232 году уезд Синьхэ был опять выделен из уезда Наньгун.
В 1947 году уезд Синьхэ был переименован в Чжэньтан (振堂县).
В августе 1949 года был создан Специальный район Синтай (邢台专区), и уезд, которому было возвращено название Синьхэ, вошёл в его состав. В мае 1958 года Специальный район Синтай был расформирован, и уезды Синьхэ и Чжаосянь были присоединены к уезду Нинцзинь, который вошёл в состав Специального района Ханьдань (邯郸专区). В 1960 году Специальный район Ханьдань был расформирован, и уезд Нинцзинь перешёл под юрисдикцию города Ханьдань. В мае 1961 года Специальный район Синтай был создан вновь, и уезд Синьхэ, выделенный из уезда Нинцзинь, вошёл в его состав. В 1969 году Специальный район Синтай был переименован в Округ Синтай (邢台地区).
В 1993 году решением Госсовета КНР были расформированы округ Синтай и город Синтай, и образован Городской округ Синтай.

## Административное деление
Уезд Синьхэ делится на 2 посёлка и 4 волости.

## Экономика
Основой экономики являются сельское хозяйство (в том числе выращивание арбузов) и агротуризм. 